# Демонсі Карл Олександрович
Карл Олександрович Демонсі (Дюмонсі) (нар. 1816, Москва  – пом. 10 листопада 1867, Харків) — доктор медицини, ординарний професор приватної патології і терапії, декан медичного факультету при Імператорському Харківському університеті.

## Життєпис
Народився у 1816 році. Батько громадянин Франції. Навчався у Юр’ївському університеті та на медичному факультеті Казанського університету, який закінчив із золотою медаллю у 1836 (37?) році . З 1 листопада 1837 року працював лікарем у студентській лікарні Казанського університету.
Через деякий час отримав посаду ад’юнкта при ординарному професорові хірургії і викладав студентам десмургію. На цій посаді, у лютому 1940 року захистив докторську дисертацію «О распознавании и лечении накожных болезней». Далі звільнився та переїхав до Європи. Три роки вивчав терапію, патологічну анатомію, судову медицину і судову поліцію, займався і науковою роботою, знайомився с основами викладання медицини в клініках Берліна, Парижа та інших.
У 1844 році повернувся і був призначений ад’юнктом на кафедру патологічної анатомії Харківського університету. А вже наприкінці року радою університету був обраний екстраординарним професором на кафедру спеціальної патології і терапії.
У 1846 році був затверджений у  званні ординарного професора на кафедрі приватної патології і терапії, де викладав систематичне та  клінічне вчення про нервові й душевні хвороби та шкірні висипання. У  1847  році подав прохання про переведення до Москви, але з причини відсутності заміни, медичний факультет не відпустив професора. Брав активну участь в  роботі факультету, пов’язаної з наданням медичної допомоги населенню в  періоди епідемій. 
У 1847 році перебував у відрядженні, вів спостереження за холерою в розташуваннях війська Донського.
У 1848 та 1855 роках — директор холерної лікарні, заснованої Харківським університетом.
У період Кримської війни був одним з професорів медичного факультету, які звернулися до ректора університету із заявою, що  у  разі влаштування в  Харкові шпиталю на  2000  осіб вони готові працювати і лікувати всіх хворих і поранених. На той час Карл Олександрович завідував терапевтичним відділенням військово-тимчасового шпиталю.
У 1858 році на півроку отримав відрядження з науковою метою до Німеччини та Франції. Декілька разів обирався до складу комісії з рецензування наукових праць претендентів на вакантні посади. У 1862 році був рецензентом робіт, поданих на кафедру фармакології, рецептури і загальної терапії.
1864 (63?) - 1867 роки - декан медичного факультету.
Помер Карл Олександрович 10 листопада 1867 року від катару легень в Харкові.

## Наукова та педагогічна робота
З 1844 року читав патологічну анатомію. Були складні умови роботи та Демонсі звернувся до факультету з проханням виділити йому приміщення для кабінету і надати набір інструментів для розтину мертвих тіл, проте, кабінету, через відсутність коштів, він не отримав, а на проведення робіт  власні кошти виділяв керівник кафедри нормальної анатомії професор П. Наранович.
Як викладач, мав дар живого викладу. Читаючи патологію і терапію, він не вдавався до теоретичних подробиць, а намагався викласти предмет стисло й зрозуміло. Будь-яке теоретичне нововведення у терапії К.О. Демонсі приймав лише після підтвердження багаторічними дослідженнями. До викладання ставився сумлінно й не захоплювався практикою на шкоду занять.
Був обраний Паризьким анатомічним суспільством член-кореспондентом за роботу «О гипертрофии сердца».
Праці:
1) De labio leporino, диссерт. на степень докт. медиц. 1839 г. Казань;
2) Observations sur l enseignement, l etude et l exercice de la medecine en France, Pet. 1841 г. 8;
3) Синоптическая таблица накожных болезней. Харьков. 1853 г.;
4) Клиническая таблица признаков для распознавания органических болезней. Харьков, 1853 г. 